# Pandelleia pilicauda
Pandelleia pilicauda är en tvåvingeart som beskrevs av Louis-Paul Mesnil 1975. Pandelleia pilicauda ingår i släktet Pandelleia och familjen parasitflugor.
Artens utbredningsområde är Mongoliet. Inga underarter finns listade i Catalogue of Life.